# Lars Erstrand
Lars Erstrand, född 27 september 1936 i Uppsala, död 11 mars 2009, var en svensk vibrafonist.  Med rötterna i swingens guldålder är Erstrands musik influerad av Lionel Hampton. På 60-talet mötte Erstrand klarinettisten Ove Lind, och påbörjade ett fyrtioårigt samarbete.
På Erstrands meritlista kan noteras att han spelat med Benny Goodman i Paris 1972, och på Michael's Pub i New York vid flera tillfällen. 1991 spelade han in albumet Two Generations tillsammans med Lionel Hampton.
Bland andra musiker Erstrand spelade med märks Alice Babs, Svend Asmussen, Arne Domnérus, Bob Wilber, Scott Hamilton, Kjell Öhman, Swedish Swing Society och Antti Sarpila. Även på senare år vände sig många artister till Erstrand, till exempel klarinettisten och tenorsaxofonisten Ken Peplowski och gitarristen Frank Vignola. Erstrand spelade i slutet av sitt liv med sin kvartett "Lars Erstrand Four". Erstrand avled den 11 mars 2009. Han ligger begravd på Uppsala gamla kyrkogård.

## Diskografi, urval
- 1975 – One Morning in May, Ove Lind Quartet (Phontastic CD)
- 1976 – Summer Night, Ove Lind  (Phontastic CD)
- 1976 – Jazz at the Pawnshop, med Domnérus/Hallberg (Proprius CD)
- 1977 – Evergreens, Vol. 1, Ove Lind kvartett/sextett (Phontastic CD)
- 1977 – Vital Wilber & Lilting Lind, Bob Wilber/Ove Lind (Phontastic CD)
- 1978 – Evergreens, Vol. 2, Ove Lind kvintett/sextett (Phontastic CD)
- 1980 – In the Mood for Swing, Bob Wilber American All Stars  (Phontastic CD)
- 1983 – Two Sides of Lars Erstrand (Opus3 CD)
- 1983 – We'll Meet Again, Erstrand-Ove Lind Quartet (Phontastic CD)
- 1984 – Lars Erstrand and Four Brothers (Opus3)
- 1986 – A Tribute to the Benny Goodman Quartet , Erstrand-Ove Lind Quartet (Opus3 CD)
- 1988 – Live at Salsta Café, Swedish Swing Quartet (Phontastic CD)
- 1989 – Stompin' and Flyin', Swedish Swing Quartet (Phontastic CD)
- 1991 – Dream Dancing (Opus3 CD)
- 1991 – Two Generations, med Lionel Hampton (Phontastic CD)
- 1992 – Beautiful Friendship, first and second set (Sittel)
- 1994 – Ev'rything is Fine, med Wobbling Woodwinds träblås (Phontastic CD)
- 1995 – Live is Life, med Arne Domnérus  (Proprius CD)
- 1999 – Live at Uttersberg ’98 (Gemini)
- 2000 – 'S Wonderful, Lars Erstrand Four (Sittel)
- 2001 – Encore, Lars Erstrand Four (Sittel)
- 2001 – Louis Goes to Church, Swedish Swing Society (Sittel)
- 2002 – Lars Erstrand at Gallery Astley, Vol. 1 (Gemini)
- 2003 – Jazz Delights (Opus3, CD)
- 2005 – Jazz on the Platform, Lars Erstrand & Antti Sarpila Quintet (Prophone CD)